# Turkmenistan i olympiska sommarspelen 2004
Turkmenistan i olympiska sommarspelen 2004 bestod av 9 idrottare som blivit uttagna av Turkmenistans olympiska kommitté.

## Boxning
Weltervikt
- Aliasker Bashirov
  - 32-delsfinal — Besegrade Rolandas Jasevicius från Litauen (54 - 21)
  - Sextondelsfinal — Förlorade mot Baqtijar Artajev från Kazakstan (23 - 33)

Lätt tungvikt
- Shokhrat Kurbanov
  - Sextondelsfinal — Förlorade mot Ahmed Ismail från Egypten (22 - 44)

## Friidrott
Herrarnas 800 meter
- Nazar Begliyev
  - Omgång 1: 1:49.64 (6:a i heat 1, gick inte vidare, 63:a totalt) (Personligt rekord)

Damernas längdhopp
- Svetlana Pessova
  - Kval: 5.64 m (18:a i grupp B, gick inte vidare, 37:a totalt)

## Judo
Damernas mellanvikt (-70 kg)
- Nasiba Salayeva
  - Sextondelsfinal — Förlorade mot Kate Howey från Storbritannien (Morote-gari; ippon - 3:23)